# On Suffocation

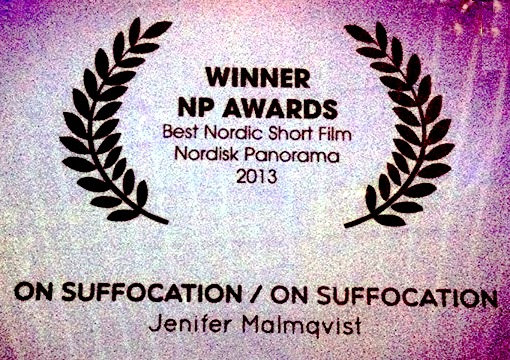
Diplom för bästa kortfilm vid Nordisk Panorama.

On Suffocation är en svensk kortfilm från 2012 regisserad av Jenifer Malmqvist som 2014 erhöll svenska filmpriset Guldbaggen i kategorin Bästa kortfilm (2014).